# Nautilocalyx pallidus
Nautilocalyx pallidus är en tvåhjärtbladig växtart som först beskrevs av Thomas Archibald Sprague, och fick sitt nu gällande namn av Thomas Archibald Sprague. Nautilocalyx pallidus ingår i släktet Nautilocalyx och familjen Gesneriaceae. Inga underarter finns listade i Catalogue of Life.

## Bildgalleri

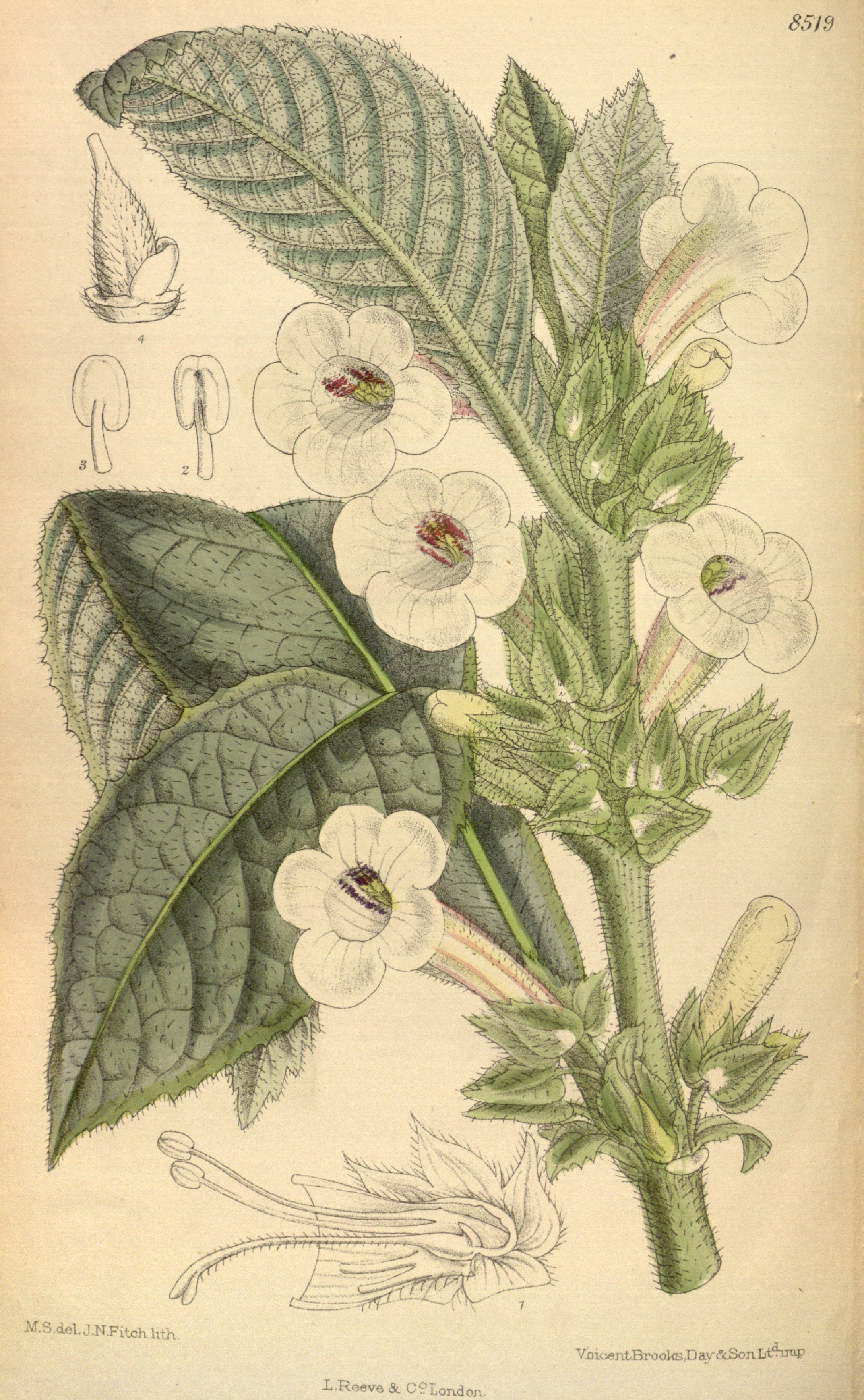